# Eurytoma phalaridis
Eurytoma phalaridis är en stekelart som beskrevs av Graham 1974. Eurytoma phalaridis ingår i släktet Eurytoma och familjen kragglanssteklar.
Artens utbredningsområde är:
- Tyskland.
- Nederländerna.
- Sverige.

Arten är reproducerande i Sverige. Inga underarter finns listade i Catalogue of Life.